# Kpassagnon Gneto
Pour les articles homonymes, voir Gneto.
Kpassagnon Gneto, né le 25 janvier 1971, est un footballeur international ivoirien évoluant au poste de défenseur

## Biographie
Il évolue de 1990 à 1998 à l'Africa Sports, en première division ivoirienne. Il joue ensuite en France, en Division d'Honneur avec le Sporting Toulon Var de 1999 à 2001, puis en CFA avec l'AS Porto Vecchio de 2001 à 2006
Il compte 19 sélections en équipe nationale ivoirienne de 1991 à 1997. Il dispute notamment la Coupe d'Afrique des nations 1996. Lors de la CAN, il joue trois matchs, avec pour résultat une seule victoire et deux défaites.
Marié à une handballeuse internationale ivoirienne, il a deux filles judokates, Astride Samuel  et Priscilla Gneto,

## Palmarès
Avec l'Africa Sports
- Vainqueur de la Coupe d'Afrique des vainqueurs de coupe en 1992
- Finaliste de la Coupe d'Afrique des vainqueurs de coupe en 1993
- Vainqueur de la Supercoupe d'Afrique en 1993
- Vainqueur de la Coupe de l'UFOA en 1991
- Champion de Côte d'Ivoire en 1996
- Vainqueur de la Coupe de Côte d'Ivoire en 1993 et 1998
- Finaliste de la Coupe de Côte d'Ivoire en 1994, 1996 et 1997
- Vainqueur de la Super Coupe Félix Houphouët-Boigny en 1991 et 1993
- Finaliste de la Super Coupe Félix Houphouët-Boigny en 1997 et 1998